# Albrecht III (Saksonia-Lauenburg)
Albrecht III (zm. 1308) – książę Saksonii-Lauenburga wraz z braćmi w latach 1285–1305, książę Saksonii-Ratzeburg od 1305, z dynastii askańskiej.
Był średnim synem księcia Saksonii-Lauenburg Jana I. Po śmierci ojca, wraz z braćmi Janem II i Erykiem I odziedziczył księstwo, wobec jednak młodego wieku bracia pozostawali początkowo pod kuratelą stryja, księcia Saksonii-Wittenbergi Albrechta II. W 1302 Albrecht oraz jego brat Jan zostali uznani za pełnoletnich (wkrótce potem zaś za pełnoletniego uznany został także Eryk). Między braćmi wybuchł spór o podział księstwa, który został dokonany dopiero w 1305 i na jego mocy Albrechtowi (we współrządach z Erykiem) przypadła część z Lauenburgiem i Ratzeburgiem. Po bezpotomnej śmierci Albrechta pozostali jego bracia wszczęli spór o dziedzictwo po nim.